# Ali ibn Hussein av Hijaz
Ali ibn Hussein, född 1879 i Mekka, död 13 februari 1935 i Baghdad, var kung av Hijaz från oktober 1924 till december 1925.
Han var äldste son till Hussein ibn Ali, den förste kungen av Hijaz. När han tillträdde som kung ärvde han även titeln sharif av Mekka.
Han deltog bland annat i arabrevolten under första världskriget mot det osmanska riket tillsammans med sin far. Ali och hans familj flydde till  Alis bror Faisal I av Irak 1925 när Ibn Sauds styrkor intog Jidda och vistades även i Transjordanien, där hans bror Abdullah regerade som emir.
Han hade en son Abd al-Ila'h och fyra döttrar. Dottern Aliya bint Ali var gift med kung Ghazi av Irak.